# Кешев, Адиль-Гирей Кучукович
Адиль-Гирей Кучукович Кешев (литературный псевдоним — Каламбий; 1837, аул Кяч, Российская империя — 1872, Владикавказ, Российская империя) — российский абазинский писатель, журналист, общественный деятель XIX века. Главный редактор региональной газеты «Терские ведомости» (1867—1872). 

## Биография
Родился в 1837 году в ауле Кяч Верхнекубанского приставства Зеленчукского округа Кубанской области в семье князя Кучука Кяч. 
В 1850—1860 годах обучался в Ставропольской мужской гимназии, где начал свою литературную деятельность.
В гимназии Адыль-Гирей числился в числе первых учеников. Получая высшие баллы по всем предметам, он, однако, особое пристрастие питал к литературе. В этом была немалая заслуга учителя русской словесности Фёдора Викторовича Юхотникова, выпускника Московского университета, блестящего знатока и страстного любителя русской и мировой классики. О серьёзности увлечения Адыль-Гирея литературой свидетельствует его активное участие в гимназических конкурсах на лучшее сочинение. Так, на конкурсе 1857 г. была заслушана его работа на тему «О характере героев в современных русских повестях и романах», получившая высокую оценку жюри. Через год на очередном конкурсе Кешев успешно выступил с сочинением «Сатира во времена Петра, Екатерины и в наши дни», получив первую награду и высокую оценку жюри. Это сочинение было отослано Я. М. Неверовым издателю журнала «Русский педагогический вестник» как убедительное свидетельство «успешной учёбы горцев, их одарённости, способности и усердия в науках».
В конце 1858 года Адыль-Гирея, окончившего с отличием гимназию, дирекция рекомендует в Петербургский университет. С целью основательной подготовки к поступлению в столичное высшее учебное заведение он один год посещает специальный класс при гимназии, в течение которого со всей серьёзностью занимается и литературным творчеством.
Первые рассказы Кешева были посвящены жизни кавказских горцев: «Два месяца в ауле», «Ученик джиннов», «Чучело» (1859—1860; журнал «Библиотека для чтения»). 
В 1860 году в журнале «Русский вестник» (Петербург) опубликовал повесть «Абреки», а в 1861 году — рассказ «На холме». 
В 1860—1861 годах А.-Г. Кешев учился на факультете восточных языков Петербургского университета. Осенью 1861 года за участие в студенческих волнениях был исключён из университета. 
В конце ноября 1861 года Кешев прибыл в Ставрополь, выполнял различные служебные обязанности. Сначала он был назначен переводчиком с черкесского языка в канцелярии начальника Ставропольской губернии, затем перевёлся учителем того же языка в гимназию. Но в ноябре 1866 г. в связи с преобразованием губернской гимназии в классическую и исключением из учебной программы черкесского языка Кешев поступил секретарём в Ставропольскую контрольную палату. Здесь он за выслугу лет был переведён в коллежские секретари со старшинством. Служба в Ставрополе продолжалась до лета 1867 года.
В августе 1867 года переселился во Владикавказ, административный центр Терской области, где стал работать редактором газеты «Терские ведомости» (1867—1872). Привлёк для работы в газете кабардинского просветителя Кази Атажукина, осетинского этнографа Иналуко Тхостова, ингушского общественного деятеля Адиль-Гирея Долгиева и других. В своих статьях освещал проблемы экономической и общественной жизни горцев, способствовал социально-экономическому и культурному прогрессу народов Северного Кавказа. Демократ по мировоззрению. Авторский состав «Терских ведомостей» рассматривал образование и просвещение горцев в качестве необходимого и неизбежного фактора, который может вывести народы Северного Кавказа на путь прогресса и культуры.
Умер в 1872 году во Владикавказе.

## Труды
Известен рассказами из жизни кавказских горцев — «Записки черкеса», «На холме», «Абреки», которые были опубликованы в 1860-х годах в петербургских изданиях «Библиотека для чтения» и «Русский вестник».

## Документы
- Письма А-Г. Кешева к А. В. Дружинину, 1860 // ЦГАЛИ, ф.167, оп.3, д.175.